# Šušmelj
Šušmelj (ali Šušmel) je priimek več znanih Slovencev:
- Elvira Šušmelj, generalna direktorica Direktorata za srednje in višje šolstvo ter izobraževanje odraslih na MIZŠ
- Lojze Šušmelj (1913—1942), slikar, grafik, kipar
- Jože Šušmelj (1938—2024), politik, diplomat, publicist
- Mirče Šušmel (*1936), filmski in TV scenarist, pisec radijskih iger